# Projekt Eden
Projekt Eden je obiskovalna atrakcija v mestu Cornwall v Veliki Britaniji. V umetnih biomih so rastline, ki prihajajo s celotnega sveta. Projekt se nahaja v predelani Kaolinitski jami, ki se nahaja 2 kilometra od mesta St. Blazey in 5 kilometrov od večjega mesta St. Austell, Cornwall.
V kompleksu prevladujeta dva velika ograjena prostora, ki sta sestavljena iz sosednjih kupol, ki skrbita za več tisoč rastlinskih vrst, in vsako ohišje posnema naravni biom. Kupole sestavljata več sto šesterokotnih in peterokotnih, napihnjenih, plastičnih celice, podpira pa jih jeklen okvir. Prva kupola posnema tropsko okolje, in druga mediteransko okolje.

## Zasnova in izdelava
Projekt je bil zasnovan s Timom Smitom, zasnoval ga je arhitekt Nicholas Grimshaw in inženirsko podjetje Anthony Hunt and Associates (zdaj del Sinclair Knight Merz). Davis Langdon je izvedel projektno vodenje, Sir Robert McAlpine in Alfred McAlpine sta izvedla gradnjo, Mero je zasnovalo in zgradilo biome in Arup je bilo zadolženo za  izvedboinženirstva, gospodarskega svetovalca, okoljskega inženirja in prevoznega inženirja. Land Use Consultant je vodilo glavni načrt in oblikovanja krajine. Projekt je trajal 2 leti in pol za izgradnjo in odprl vrata za javnost dne 17. marca 2001.

## Stran

### Postavitev
V sami notranjosti atrakcije so poti s pogledom na obe biomi, posajena pokrajina vključno z zelenjavnimi vrti in skulpturami, ki vključujejo velikansko čebelo ter visokega robota zgrajenega iz starih električnih aparatov.

### Biome
Na dnu jame sta prekriti biomi: tropski biom pokriva 3,9 hektarjev in meri 55 metrov, visok je 100 metrov, širok 100 metrov in dolg  200 metrov. Uporablja se za tropske rastline, kot so bananovec, kava, guma in velikanski bambus in je omejen na tropske temperature in ravni vlage. Mediteranska bioma zajema 0,654 hektarjev in meri 35 metrov visoko, 65 metrov široko 135 metrov dolgo. V njem so znane, tople, zmerne in sušne rastline, kot so oljke in vinska trta ter različne skulpture. Zunanja bioma (ki nista pokrita) predstavljata zmerna območja sveta z rastlinami, kot so čaj, sivka, hmelj, konoplja in sončnice. Pokriti biomi sta izdelani iz jeklenih cevi (šest-tri-hex) z večinoma šesterokotnih zunanjih obloženih plošč, ki so iz termoplastičnega ETFE. Steklo so se izognili zaradi svoje teže in morebitne nevarnosti. Same fasadne plošče so ustvarjene iz več tankih plasti UV-prozorne folije ETFE, ki so zaprte v okoli njihovega oboda in napihnjene, da ustvarijo veliko blazino. Blazina zato deluje kot toplotna odeja na konstrukciji. ETFE material je odporen na večino madežev, ki se enostavno sperejo v dežju. Če je potrebno, čiščenje opravlja podjetje Abseilers. Čeprav je ETFE dovzetna za punkcije, jih je mogoče enostavno popraviti z ETFE trakom. Struktura je povsem samonosna, brez notranjih nosilcev in ima obliko geodetske strukture. Velikost plošč je vse do 9 metrov čez samo strukturo, pri čemer je največja na vrhu zgradbe. Tehnologija ETFE je bila dobavljena in nameščena s strani  podjetja Vector Foiltec, ki je tudi odgovoren za tekoče vzdrževanje oblog. Jeklen okvir in obloge (z Vector Foiltec kot podizvajalec ETFE) je bil zasnovan, dobavljen in nameščen preko podjetja Mero (UK) PLC, ki je prav tako razvilo celoten sistem geometrije z arhitekturno skupino, Nicholas Grimshaw & Partners. Celoten projekt gradnje je upravljal McAlpine Joint Venture.

### Jedro
Jedro je najnovejši dodatek k sami atrakciji in so ga odprli septembra 2005. Jedro  zagotavlja Eden projektu izobraževalni objekt, ki vsebujejo učilnice in razstavne prostore, s pomočjo katerih želijo prenesti glavno sporočilo Eden projekta odnos med ljudmi in rastlinami. Navdih za zgradbo prihaja iz rastlin, kar je najbolj opazno v obliki naraščajoče strehe lesa, kar daje stavbi svojo značilno obliko.
Grimshaw je razvil geometrijo bakrene-platirane strehe v sodelovanju s kiparjem, Peter Randall-Page, in Mikom Purvisom strukturnih inženirjev SKM Anthony Hunts. Izhaja iz Phyllotaxis, ki je matematična osnova za skoraj vso rast rastlin, so "nasprotujoče spirale", najdene v mnogih rastlinah, kot so semena v glavi sončnice, borovih storžkov in ananasa. Baker je bil pridobljen iz sledljivih virov in projekt  Eden je delo z Rio Tinto, ki preučuje možnost spodbujanja nadaljnih sledljivih dobavnih poti za kovine, kar bi omogočilo uporabnikom, da bi se izognili neetičnemu izkopavanju kovin. Akustično načrtovanje je izvedel Büro Happold.
Strojništvo ter elektrotehnikoje tudi  načrtoval Büro Happold. Na vztrajanje arhitekta Jolyona Brewisa (Grimshaw) je fotovoltaična (PV) dioda na strehi osnovnega objekta  bila postavljena v nagnjenem krogu zaradi estetskih razlogov. Vendar ta ureditev povzroči da več kot polovica plošč nikoli ne prejme neposredne sončne svetlobe. Ob namestitvi je elektroinženir, ki je delal povezavo, ugotovil da ni vredno da bi povezal te plošče, saj je bil njihov potencial za proizvodnjo električne energije omejen. Vrednost plošč ob namestitvi je bilo okoli 260.000₤.

## Okoljski vidik
Kupole zagotavljajo različne pogoje za rast in mnoge rastline so na ogled.
Projekt Eden vključuje okoljsko noto s poudarkom na soodvisnosti rastlin in ljudi. Rastline so označene z njihovimi zdravilnimi učinki. Ogromna količina vode potrebne za vzpostavitev vlažnih pogojev za tropski biom in za toaletne prostore, je iz deževnice, ki bi se sicer zbirala na dnu kamnoloma. Voda iz vodovoda je uporabljena samo za umivanje rok in kuhanje. Kompleks uporablja tudi Green Tariff Electricity - energija, ki izvira iz ene od številnih vetrnih turbin v Cornwallu, ki so bile med prvimi v Evropi.
Sporno pri tem projektu je sodelovanje britanske rudarske družbe Rio Tinto Group. To podjetje naj bi v kratkem začelo z rudarskim izkopavanjem na Madagaskarju za titanov dioksid. To bo povzročilo uničenje velikega dela pri obalnega gozda. Le to pa lahko povzroči nepopravljivo škodo biotski raznovrstnost Madagaskarja, rastlinstva in živalstva. V decembru 2010 je projekt Eden pridobil dovoljenje za gradnjo geotermalne elektrarne, ki bo ustvarila približno 4MWe, dovolj za oskrbo Eden in približno 5000 gospodinjstev.

## Zgodovina
Glino, ki je nameščena na strukturo je bila v uporabi že več kot 160 let. Leta 1981 je bila jama uporabljena za snemanje BBC-jeve serije Štoparski vodnik po galaksiji, in sicer kot površina planeta Magratheo. Do sredine 1990 je jama bila bolj ali manj izčrpana. Prvotna zamisel za projekt sega v leto 1996, z začetkom gradnje v letu 1998. Delo so ovirali nalivi v prvih nekaj mesecih projekta ki so dele jame poplavili, ki sedi 15 metrov pod podtalnico. Prvi del projekta Eden, obiskovalni del mesta, se je odprl za javnost maja 2000. Prve rastline so začele prihajati v septembru istega leta, celoten objekt pa se je odprl 17. marca 2001. Projekt je gostoval "Afrika Calling" koncert v ciklusu Live 8 koncertov z dne 2. julija 2005. To je bilo tudi snemalna lokacija leta 2002  za film Jamesa Bonda, Die Another Day (igral ga je Pierce Brosnan). Projekt je tudi zagotovil nekatere rastline za Afriški vrt v Britanskem muzeju .
Leta 2005 se je začel projekt Čas za darila v zimskih mesecih, november-februar. To vključuje drsališče na zamrznjenem jezeru z majhno kavarno / samostojnim barom, kot tudi na božični sejem. Zbor Cornish redno nastopa v biomih.
Dne 6. decembra 2007 je projekt Eden pozval ljudi po vsem Cornwallu, da poskusili doseči svetovni rekord v največji pub kviz v zgodovini, da bi 50.000.000 £ loterijskih sredstev dobili v Cornwall. Denar bi bil namenjen za gradnjo puščavskega bioma (Edge). Ta projekt v decembru 2007 ni uspel, ker je prejel le 12,07% glasov, najmanj od vseh štirih projektov, ki so bili prijavljeni.  V decembru 2009 je velik del projekta, vključno z obema rastlinjakoma, postal na voljo za aplikacijo Google Street View.

## V medijih
• Robin Kewell (ur.): Eden. Zgodba. St Austell n.d.: Projekt Eden. (DVD)
• Alan Titchmarsh: Projekt Eden. Združeno kraljestvo: Acorn Media, 2006. OCLC 225403941
• Radio Eden Project - vsak četrtek med 5,30 in 19:00 na Radiu St Austell zalivu
• Die Another Day: Gravesov diamantni rudnik

## Eden dogodki
Od leta 2002 je projekt gostil vrsto glasbenih prireditev, ki se imenujejo Eden Sessions. Sodelujoči umetniki: Amy Winehouse, James Morrison, Muse, Lily Allen, Snow Patrol, Pulp, Brian Wilson in Magic Numbers. V poletju 2008 so bili glavni nastopajoči: Verve, Kaiser Chiefs in KT Tunstall. Oasis so prav tako igrali poleti leta 2008, vendar je bil koncert preložen, ker Noel Gallagher ni mogel nastopati  zaradi incidenta na drugem koncertu(polomnjena rebra). Koncert je bil izveden poleti leta 2009. V letu 2010 nastopilo je bilo kar nekaj znanih nastopajočih vključno z Mika, Jack Johnson, Mojave 3, Doves, Paolo Nutini, Mumford & Sons in Martha Wainwright. Leta 2011 pa so nastopili: The Flaming Lips, Primal Scream, Pendulum, Fleet Foxes in Brandon Flowers, s podporo The Horrors, The Go! Team, OK Go, Villagers, in The Bees. V letu 2012 so bili v glavni vlogi Eden Sessions: Tim Minchin, Example, Frank Turner, Chase & Status, Plan B, Blink-182, Noah and the Whale & The Vaccines.

## Odpoklic zapestnic
V decembru 2011 je bil izdan odpoklic zapestnic, ki so se prodajale v projekt Eden in drugih trgovcev na drobno po vsej Veliki Britaniji, ker so bile izdelane iz zelo strupene rastline fižola abrus precatorius. Kroglice bi lahko bile nevarne, če bi se jih zaužilo. Projekt Eden je ponudilo polno vračilo za zapestnice in priporočilo naj kupci ki so kupili ta zapestnice v zadnjih dveh letih, le-te vrnejo.

## Dodatna branja
- Richard Mabey: Fencing Paradise: Exploring the Gardens of Eden London 2005: Eden Project Books. ISBN 1-903919-31-2
- Hugh Pearman, Andrew Whalley: The Architecture of Eden. With a foreword by Sir Nicholas Grimshaw. London 2003: Eden Project Books. ISBN 1-903919-15-0
- Tim Smit: Eden. London 2001: Bantam Press.
- Eden Team (Ed.): Eden Project: The Guide 2008/9. London 2008: Eden Project Books.
- Paul Spooner: The Revenge of the Green Planet: The Eden Project Book of Amazing Facts About Plants. London 2003: Eden Project Books.
- Philip McMillan Browse, Louise Frost, Alistair Griffiths: Plants of Eden (Eden Project). Penzance 2001: Alison Hodge.